# ألبانيا المستقلة
ألبانيا المستقلة هي دولة برلمانية أُعلنت في فلوره (الإمبراطورية العثمانية آنذاك، جمهورية ألبانيا اليوم) في 28 نوفمبر عام 1912. شُكلت جمعيتها في نفس اليوم، بينما شُكلت حكومتها ومجلس الشيوخ الخاص بها في 4 ديسمبر عام 1912.
قدّم وفد ألبانيا مذكرة إلى مؤتمر لندن لعام 1913 تطلب اعترافًا دوليًا بألبانيا المستقلة. تقرر في بداية المؤتمر أن منطقة ألبانيا ستكون تحت سيادة عثمانية ولكن مع حكومة مستقلة. رُفضت طلبات الوفد بالاعتراف على أساس الحقوق الإثنية للألبان وقسمت المعاهدة الموقعة في 30 مايو عام 1913 جزءًا كبيرًا من الأراضي المطالب بها بين صربيا واليونان والجبل الأسود، تاركةً منطقة مركزية فقط باعتبارها إقليمًا مستقلًا، ووُضعت تحت حماية القوى العظمى. اجتمع سفراء الدول الست العظمى مجددًا في 29 يوليو عام 1913 وقرروا تشكيل دولة جديدة، إمارة ألبانيا، بوصفها ملكية دستورية. أخيرًا، مع توقيع معاهدة بوخارست في أغسطس عام 1913، أُنشئت هذه الدولة المستقلة الجديدة، تاركةً نحو 30-40% من السكان الألبان خارج حدودها.

## التسمية
كان اسم الدولة المستخدم في نص إعلان استقلال ألبانيا هو ألبانيا (بالألبانية: Shqipëria). يُشار إليها أيضًا باسم «ألبانيا المستقلة» (بالألبانية: Shqipëria e Mosvarme) أو «الدولة الألبانية» (بالألبانية: Shteti Shqiptar) أو «دولة ألبانيا المستقلة» (بالألبانية: Shteti i pavarur shqiptar). 

## النظام السياسي
تُعد ألبانيا المستقلة المؤسسة في 28 نوفمبر عام 1912 أول دولة ألبانية في التاريخ الحديث. كانت دولة برلمانية لا ملكية. تشير بعض المصادر إليها باسم جمهورية ألبانيا أو الجمهورية الألبانية.
أصبحت ألبانيا دولة مستقلة من خلال أربعة قرارات دستورية لجمعية فلوره اتُخذت في 28 نوفمبر عام 1912:
1. يجب أن تكون ألبانيا منذ اليوم، لوحدها، حرةً ومستقلةً
2. تحت حكومة مؤقتة
3. يجب انتخاب مجلس حكماء (مجلس الشيوخ) لمساعدة الحكومة والإشراف عليها
4. ستُرسَل لجنة إلى أوروبا للدفاع عن المصالح الألبانية بين القوى العظمى

## الإقليم
كانت سلطة الدولة محدودة بمناطق فلوره وبيرات ولوشنيه،  وكانت الأراضي المطالب بها أكبر بكثير من أراضي ألبانيا المعاصرة ومن الأراضي التي مارست عليها الحكومة المؤقتة سلطتها. ضمت أراضي ولاية كوسوفو، وولاية مانستر، وولاية إشقودرة، وولاية يانيه. قلصت معاهدة لندن، الموقعة في 30 مايو عام 1913، أراضي الدولة الألبانية إلى مناطقها الوسطى بعد تقسيم جزء كبير من الأراضي التي طالبت بها ألبانيا بين حلفاء البلقان (أُعطي جزء كبير من المناطق الشمالية والغربية لصربيا والجبل الأسود، بينما أصبحت المنطقة الجنوبية من تشاميريا جزءًا من اليونان). أُعطيت كوسوفو لصربيا في معاهدة لندن بإصرار من روسيا.
خلال حرب البلقان الأولى، طمحت ممالك اليونان وصربيا وبلغاريا والجبل الأسود إلى دمج المنطقة بأكملها في دولها (التي أنكرت تمامًا استقلال ألبانيا)، لذلك احتلت جيوشها معظم الأراضي المستولى عليها. مارست ألبانيا المستقلة سيطرتها على منطقة واحدة من الأراضي تضم فلوره، وبيرات، وفيير، ولوشنيه. 

## نبذة تاريخية

### الولاية الألبانية
أبقت الحكومة العثمانية عمدًا الألبان مقسمين في أربع ولايات متباينة عرقيًا حتى سبتمبر عام 1912، لمنع الوحدة الوطنية الألبانية. أثارت الإصلاحات التي أدخلها الأتراك الشباب التمردَ الألباني لعام 1912 الذي استمر من يناير إلى أغسطس من عام 1912. في يناير عام 1912، حذر حسن بريشتينا، النائب الألباني في البرلمان العثماني، أعضاء البرلمان علانية من أن سياسة حكومة الأتراك الشباب تؤدي إلى ثورة في ألبانيا. كان التمرد ناجحًا وتمكن المتمردون حتى أغسطس عام 1912 من السيطرة على ولاية كوسوفو بأكملها (بما في ذلك نوفي بازار، سنيتسا، بريشتينا، وحتى إسكوبية)، وعلى جزء من ولاية إشقودرة (بما في ذلك إيلبصان، وبرمت، وليسكوفيك)، وكونيتسا في ولايه يانيه، وديبار في ولاية مانستر. أنهت الحكومة العثمانية الثورة الألبانية في 4 سبتمبر عام 1912 بقبول جميع المطالب المتعلقة بإنشاء نظام الإدارة الذاتية الموحدة والعدالة للألبان في ولاية واحدة؛ الولاية الألبانية. 

### حرب البلقان الأولى
أرسل نجاح التمرد الألباني إشارة قوية إلى الدول المجاورة مفادها أن الإمبراطورية العثمانية كانت ضعيفة. إلى جانب ذلك، عارضت مملكة صربيا خطة الولاية الألبانية،  مفضلةً تقسيم الأراضي الأوروبية للإمبراطورية العثمانية بين الحلفاء البلقان الأربعة. في ذلك الوقت، اتُّفق على أن تكون الأراضي المحتلة منطقة سيادة مشتركة.
نظم القادة الألبان، بمن فيهم فائق كونتيزا وفان نولي، اجتماعًا كبيرًا في 7 أكتوبر عام 1913 في بوسطن. قرروا أن الألبان يجب أن «يتحدوا بالكامل مع الحكومة العثمانية ضد أعداء الإمبراطورية» لأنه «إذا هُزمت تركيا، فإن دول البلقان ستمزق ألبانيا». كان هذا القرار خطيرًا، لأنه إذا هزم العثمانيون، فإن المشاركة الألبانية في حرب البلقان على الجانب العثماني ستكون مبررًا لحلفاء البلقان لتقسيم ألبانيا بوصفها مقاطعة عثمانية. حارب الألبان المحشودون في الجيش العثماني من أجل بلادهم لا من أجل الإمبراطورية العثمانية.
خلال حرب البلقان الأولى، تغلبت الجيوش المشتركة لحلفاء البلقان على الجيوش العثمانية الأقل عددًا والمحرومة استراتيجيًا وحققت نجاحًا سريعًا. احتلت جميع الأراضي الأوروبية المتبقية من الإمبراطورية العثمانية تقريبًا بما فيها أراضي ولاية ألبانية.
في بداية نوفمبر عام 1912، ناشد القادة الألبان فرانتس يوزف الأول إمبراطور النمسا-المجر، موضحين الوضع الصعب في بلادهم لأن عصبة البلقان، التي كانت موجودة في الأراضي المتنازع عليها، طالبت بأجزاء من الولايات الأربع. عارضت النمسا-المجر وإيطاليا بشدة وصول الجيش الصربي إلى البحر الأدرياتيكي لأنهما اعتبرتاه تهديدًا لهيمنتهما على البحر الأدرياتيكي وخافتا من أن يصبح الميناء الأدرياتيكي الصربي قاعدة روسية. حصل إسماعيل كمال، الذي كان نائبًا ألبانيًا في البرلمان العثماني، على دعم النمسا-المجر لحصول ألبانيا على الحكم الذاتي داخل الإمبراطورية العثمانية، ولكن ليس لاستقلالها. 

### المؤتمر الألباني
دعا إسماعيل كمال ممثلي جميع أجزاء الولاية الألبانية لحضور المؤتمر الألباني المنعقد في فلوره في 28 نوفمبر عام 1912. أشار إسماعيل كمال في بداية الجلسة إلى الحقوق الألبانية المهددة المكتسبة خلال الثورات الألبانية في السنوات الأربع الماضية، وأوضح للمشاركين في المؤتمر أنه يجب عليهم القيام بكل ما هو ضروري لإنقاذ ألبانيا. بعد خطابه، بدؤوا بفحص الوثائق لأنه تقرر احتساب كل قضاء من الولاية الألبانية على أنه صوت واحد، بصرف النظر عن عدد مندوبيه. يُعد المشاركون في هذا المؤتمر الآباء المؤسسين لألبانيا. 

### معاهدة لندن
لم تلبِّ الدول العظمى طلبات الاعتراف بألبانيا. في بداية مؤتمر لندن في ديسمبر عام 1912، رفض سفراء الدول الست العظمى خطة إنشاء ألبانيا مستقلة. قرروا بدلًا من ذلك أن ألبانيا ستكون تحت السلطة العثمانية ولكن مع حكم ذاتي. بعد أن أصبح واضحًا أن الإمبراطورية العثمانية ستفقد كل مقدونيا وصلتها الإقليمية مع ألبانيا، أدركت القوى العظمى أنه يجب عليها تغيير قرارها.
قسمت معاهدة لندن، الموقعة في 30 مايو عام 1913، جزءًا كبيرًا من الأراضي التي طالبت بها ألبانيا، بصرف النظر عن تكوينها العرقي، بين حلفاء البلقان، مقلصةً أراضي ألبانيا إلى مناطقها الوسطى.